# Kelníky
Kelníky település Csehországban, a Zlíni járásban. Kelníky Svárov, Zlámanec, Částkov, Doubravy és Velký Ořechov településekkel határos. Lakosainak száma 160 fő (2024. január 1.).

## Népesség
A település lakosságának változását az alábbi diagram mutatja:
| Lakosok száma | 202  | 236  | 236  | 251  | 206  | 158  | 152  | 147  | 152  | 160  |
|               | 1869 | 1900 | 1921 | 1961 | 1980 | 2011 | 2016 | 2019 | 2021 | 2024 |